# Тунель (прикраса)

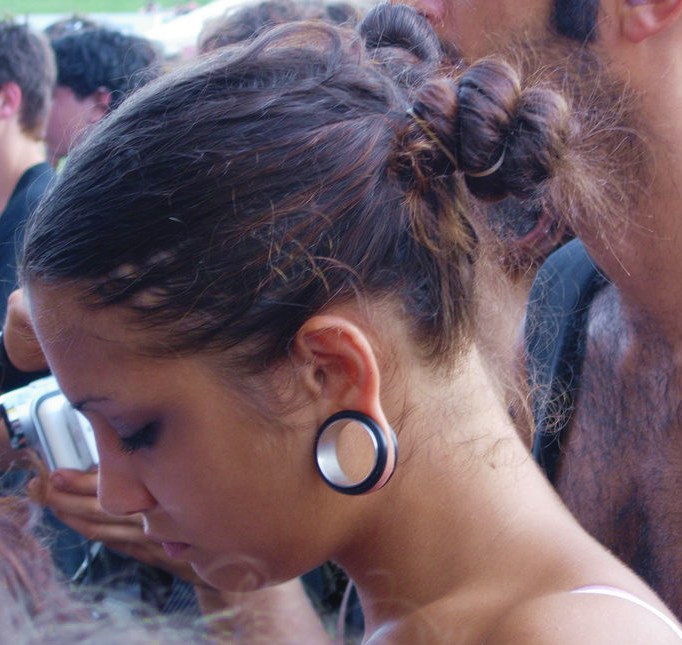
Тонель у дівчини

Тонель (помилково тунель) — це велика прикраса, яка вставляється в прокол мочки вуха, щоки, губи тощо. Від звичайного пірсингу відрізняється великим діаметром проколу який досягається шляхом поступового розтягування, закриті тонелі називаються плагами.

## Установка
Існує декілька видів установки тунелів:
- Хірургічний метод — мочка вуха розрізається скальпелем до потрібного розміру. Головна перевага цього способу — це швидкість
- Розтягування — зарання зроблений прокол вставляється розтяжка вони бувають різних видів (спіраль, рогалик або тепер). За один сеанс тонель розтягують на 2-6мм
- Тефлонова стрічка — Стрічка намотується на прикрасу після чого вставляється в прокол[1]. Поступово кількість стрічки збільшується, що і дозволяє розтягнути тонелі до бажаних розмірів.

Тонелі промиваються безспиртовим антисептиком, ватними паличками 2-3 рази на добу.
У процесі загоєння важливо, аби тканина не руйнувалася. Також за неналежного догляду можлива поява неприємного запаху. Для запобігання цьому потрібно тримати вуха сухими.

## Затягування тонелів
Тонелі до 10 мм затягуються повністю за декілька місяців, від 12 мм можуть взагалі не затягнутись, хоча здебільшого все ж таки затягуються. Тонелі 15-20 мм затягнутись можуть, але за тривалий час, хоча і не завжди. У цьому разі звертаються до пластичних хірургів, зо зазвичай видаляють розтягнуту тканину і зшивають до початкового стану. В обох випадках на мочці вуха залишається шрам.